# Musée du Transvaal
Le musée du Transvaal (Transvaal Museum en anglais) est le musée d'histoire naturelle de rang national de l'Afrique du Sud. Il est situé à la capitale, Pretoria, dans la rue Paul Kruger (Paul Kruger Street), en face de l'Hôtel de ville de Pretoria. Depuis 2010, son nom officiel est Ditsong National Museum of Natural History (« Musée national Ditsong d'histoire naturelle »), mais il est surtout connu par son ancien nom de « musée du Transvaal ».
Sa création, qui eut lieu le 1er décembre 1892, peut être attribuée au secrétaire d'État de la République du Transvaal, Willem Johannes Leyds (1859-1940). Le Musée fut d'abord situé dans une petite pièce du parlement sud-africain. Ses objectifs étaient de collecter des spécimens des populations animales et végétales autochtones, ainsi que des fossiles, des minéraux et des éléments relatifs à l'histoire de la colonie européenne, en particulier des Boers et de Voortrekkers.

## Histoire
Après sa fondation en 1892, ses collections augmentant sans cesse, notamment grâce à des donations, le Musée nécessite en 1893 d'un espace plus grand. En avril 1897, Jan Willem Boudewijn Gunning (1860-1913) devient le premier directeur du Musée. Grâce à ses relations avec les autres musées d'histoire naturelle d'Afrique du Sud, le musée du Transvaal enrichit assez rapidement ses collections de zoologie et établit des liens avec d'autres institutions en Europe. En janvier 1898, un jardin zoologique est inauguré avec seulement quelques animaux. Un nouveau bâtiment est mis en chantier en 1899 mais sa construction est interrompu par la seconde guerre des Boers. Ce n'est qu'en 1912, que le Musée s'installe dans son nouveau bâtiment.
En 1964, le Musée est scindé en deux institutions, l'une consacré à l'histoire naturelle et l'autre à l'ethnologie et à l'histoire. En 1999, il fusionne avec le National Cultural History Museum de Pretoria et le South African National Museum for Military History de Johannesbourg pour former le Northern Flagship Institution.
Le Musée est situé Paul Kruger Street, entre Visagie et Minnaar Streets, à l'opposé du Pretoria City Hall. Il est ouverture de 9 h à 17 h du lundi au samedi et de 11 h à 17 h le dimanche.

## Galerie d'images

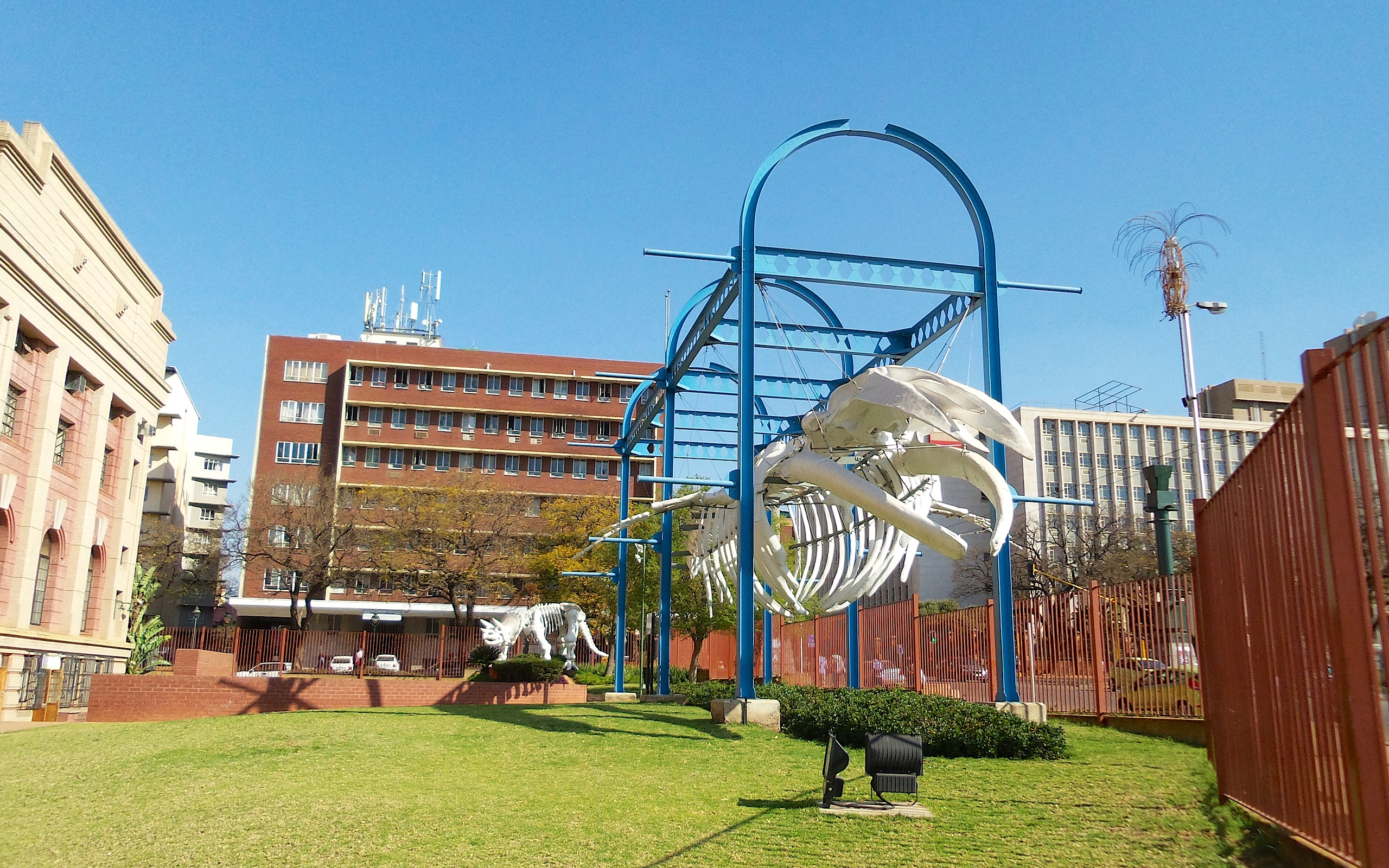
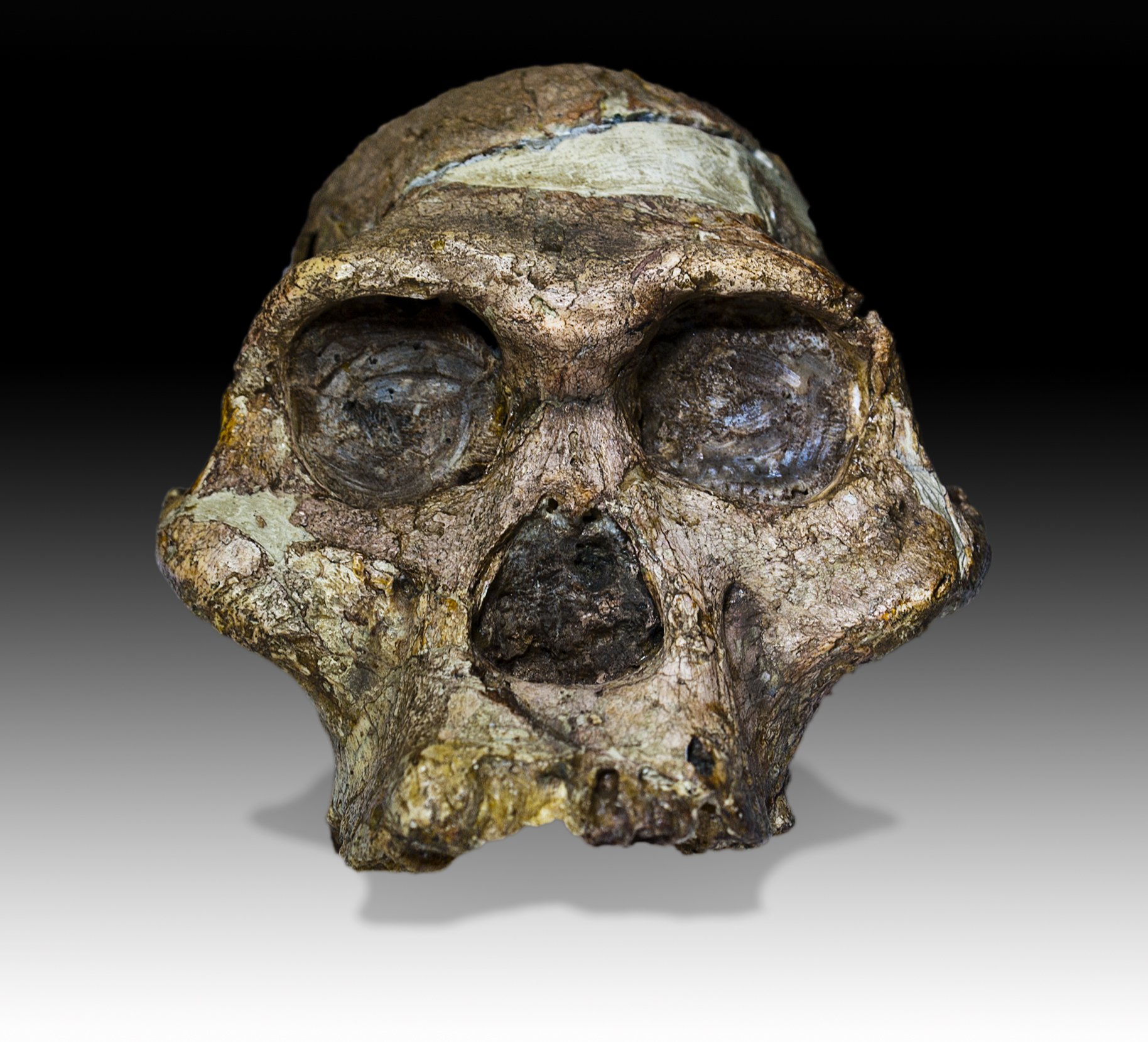
Australopithecus africanus Mrs.Ples (Sts 5)
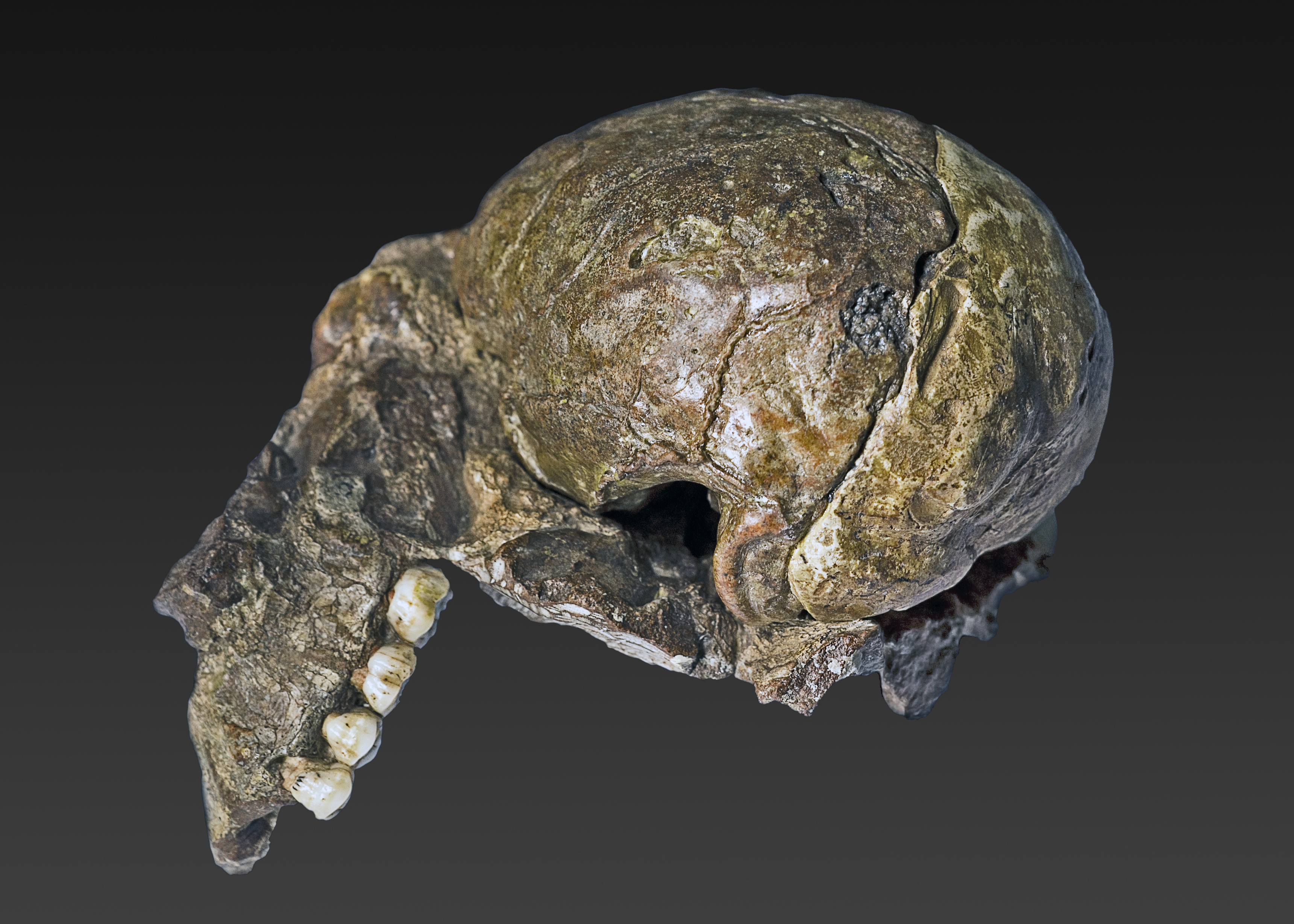
Moulage naturel de l'endocrâne d'un Australopithecus africanus (Sts 60)